# Гарелік Анастасія Дмитрівна
Анастасія Дмитрівна Гарелік (біл. Анастасія Дзмітрыеўна Гарэлік; нар. 20 березня 1991, Мінськ (БРСР) — білоруська волейболістка, діагональний нападник. Гравець національної збірної Білорусії. Майстер спорту Республіки Білорусь міжнародного класу.

## Із біографії
Займатися волейболом почала з 2001 року у СДЮШОР № 6 міста Мінська . Перший тренер — Олександр Олексійович Азаренко. Професійна клубна кар'єра розпочалася 2005 року в мінській «Слов'янці», у складі якої Гарелік вперше виграла бронзові медалі національної першості. Наступного року «Слов'янку» було розформовано і волейболістка перейшла до «Атланту» з Барановичів, а у 2007—2013 виступала за мінську «Мінчанку». За 8 сезонів у білоруській першості здобула вісім меделей, у тому числі золоту 2010 року.
У сезоні 2013—2014 виступала за український «Хімік», з яким стала чемпіонкою України, в 2014—2015 — за румунську «Штіінцу» (володар Кубка Румунії), в 2015—2016 за італійську «Казерта» в серії А2 чемпіонату Італії . У 2016 уклала контракт із командою «Єнісей» (Красноярськ), з якою виграла бронзові медалі чемпіонату Росії 2016/2017 . У 2018 та 2019 роках також ставала бронзовим призером чемпіонатів Росії, але вже у складі «Уралочки-НТМК». З 2019 року захищає кольори Ленінградочки із Санкт-Петербургу.
У 2007—2008 роках виступала за юніорську і молодіжну збірні Білорусії, а у 2011 році дебютувала за головну команду країни у відбірковому турнірі чемпіонату Європи . В подальшому стала гравцем основи збірної Білорусі. Учасниця п'яти чемпімпіонатів Європи. На турнірах 2017 і 2019 років білоруски входили до вісімки найсильніших команд Старого Світу. Бронзова призерка Європейської волейбольної ліги 2019 року. У розіграшу Євроліги-2016 стала однією з найрезультативніших в своїй збірній - 69 очок за 6 матчів.

## Клуби
| Роки      | Команди                         |
| --------- | ------------------------------- |
| 2005—2006 | «Слов'янка» (Мінськ)            |
| 2006—2007 | «Атлант» (Барановичі)           |
| 2007—2013 | «Мінчанка» (Мінськ)             |
| 2013—2014 | «Хімік» (Южне)                  |
| 2014—2015 | «Штіїнця» (Бакеу)               |
| 2015—2016 | «Казерта»                       |
| 2016—2017 | «Єнісей» (Красноярськ)          |
| 2017—2019 | «Уралочка-НТМК» (Єкатеринбург)  |
| 2019—     | «Ленінградка» (Санкт-Петербург) |

## Досягнення
- Чемпіон Білорусії (1): 2010
- Срібний призер (1): 2007, 2009, 2011
- Бронзовий призер (4): 2006, 2008, 2012, 2013
- Чемпіон України 2014 .
- Володар Кубка України (1): 2014
- Володар Кубка Румунії (1): 2015
- Бронзовий призер чемпіонату Росії (3): 2017, 2018, 2019

## Статистика
Статистика виступів на чемпіонатах Європи:
| Турнір                | Ігри | Очки |
| --------------------- | ---- | ---- |
| Чемпіонат Європи 2013 | 4    | 44   |
| Чемпіонат Європи 2015 | 4    | 23   |
| Чемпіонат Європи 2017 | 3    | 35   |
| Чемпіонат Європи 2019 | 4    | 47   |
| Чемпіонат Європи 2021 | 4    | 27   |
| Всього                | 19   | 176  |